# Junior Japan
Junior Japan es una selección secundaria de rugby de Japón. Está regulada por la unión de ese país y la integran jugadores que no son convocados para su selección principal.

## Reseña
Desde hace mucho existe una selección secundaria conocida como Japón A, este equipo disputó algunos partidos del Asia Rugby Championship de la primera edición.
Con el nombre de Junior Japan comienza en el 2012 para disputar un partido frente a Tonga, jugado en el Chichibunomiya Rugby Stadium de Tokio, en el que pierde por 24 - 45.
En el 2013 debuta en el Pacific Rugby Cup, torneo en el cual, selecciones secundarias del Pacífico enfrentan a equipos de Australia y Nueva Zelanda y se ubica en el 3.º puesto perdiendo los 6 partidos jugados. Al año siguiente, tampoco gana ningún partido finalizando último en el grupo.
A partir del 2015, el mencionado torneo modifica su formato y pasa a llamarse Pacific Challenge; los Junior Japan ahora se enfrentan directamente con sus rivales, los asiduos son: Fiji Warriors, Samoa A y Tonga A. Su mejor rendimiento fue en el 2017 en el que ganan 2 de 3 partidos finalizando en el 2.º puesto.

## Palmarés
- Pacific Challenge (2): 2020, 2024

## Participación en copas

### Asia Rugby Championship
- Asian Rugby Championship 1969: Campeón (algunos partidos)[5]
- Asian Championship 1 2004: Campeón[6]

### Juegos Asiáticos
- Bangkok 1998: 2.º puesto (algunos partidos)[7]

### Pacific Rugby Cup
- Pacific Rugby Cup 2013: 3.º puesto[8]
- Pacific Rugby Cup 2014: 4.º en el grupo[9]

### Pacific Challenge
- Pacific Challenge 2015: 6.º puesto (último)[10]
- Pacific Challenge 2016: 4.º puesto (último)[11]
- Pacific Challenge 2017: 2.º puesto[12]
- Pacific Challenge 2018: 2.º puesto
- Pacific Challenge 2019: 2.º puesto
- Pacific Challenge 2020: Campeón invicto
- Pacific Challenge 2023: 3º puesto
- Pacific Challenge 2024: Campeón invicto